# Rb Arrojado (BNRJ 17)
Rb Arrojado (BNRJ 17) é um rebocador de porto da Marinha do Brasil pertencente a Classe Intrépido.
O seu projeto segue o desenho da classe "Stan Tug 2207" de rebocadores. A sua incorporação aconteceu em junho de 1992.